# Matilde Lindo
Matilde Lindo Crisanto (Bilwi, 7 de junio de 1954 - Managua, 20 de enero de 2013) fue una activista y feminista nicaragüense.

## Reseña biográfica

### Sus raíces
Matilde Lindo Crisanto nació el 7 de junio de 1954 en Bilwi, Zelaya, Nicaragua. Su padre Harold Lindo era creole, y su madre Imogene Crisanto tenía sangre miskita, garífuna y creole. Era la segunda de las hermanas; en total eran tres mujeres y un  varón. El inglés criollo fue su idioma nativo, también hablaba español y un poco de miskito.

### Estudios
Luego de terminar su secundaria, cursó dos años en Escuela Normal de Waspam para ser profesora. Una vez graduada, comenzó a trabajar en el sector rural, en las comunidades miskitas y mayangnas. Estudió Derecho en la Universidad de las Regiones Autónomas de la Costa Caribe Nicaragüense, pero no concluyó la carrera.
En 1976 viajó a Cuba donde hizo un curso intensivo de Sociología que duró dos años.

### Su inicio en el movimiento de mujeres y su liderazgo
En 1979 se trasladó a Bilwi y trabajó como profesora, con el Ministerio del Ambiente y Recursos Naturales, en la Iglesia Morava donde se convirtió en líder de su comunidad.
En 1989 inicia a involucrarse con el movimiento de mujeres, cerca de los años 90 participó en un encuentro sobre género y asistió al primer ciclo de formación feminista. Muy pronto se convirtió en una de sus representantes más destacadas del movimiento de mujeres, en la Costa Caribe, a nivel nacional e internacional.
En septiembre de 1995 participó en Cuarta Conferencia Mundial sobre la Mujer en Beijing China.
Matilde formaba parte de la Red de Mujeres contra la Violencia y en 2003 se mudó a Managua para integrarse a su Comisión Coordinadora.

## Fallecimiento
El 20 de enero de 2013 Matilde Lindo fallece de un ataque al corazón, a la edad de 59 años.

## Frases de  Matilde Lindo
- “Soy de la cultura negra, la tradición de la que venimos nosotras es la de las diosas, de las reinas de la naturaleza, esta tradición se refleja en nuestro modo de ser y de participar."[1]
- “Si yo no tengo la capacidad de abrirme hacia otras mujeres, no puedo esperar que ellas se abran hacia mí, todo se vuelve como una cuestión de lucha y podemos perder de vista el objeto real de nuestro trabajo, que es el cambio de relaciones de poder a favor de todas las mujeres.”[1]